# Нич, Карл Иммануэль
Карл Иммануэ́ль Нич (нем. Karl Immanuel Nitzsch; 21 августа 1787, Борна  — 21 сентября 1868, Берлин) — немецкий протестантский богослов, философ, историк, преподаватель и писатель.
Карл родился в городе Борне около Лейпцига. Его отцом был протестантский богослов — Карл Людвиг Нич; во время рождения своего сына, Карл Людвиг был пастором и суперинтендентом в Борне; позднее, в 1790 году Карл Людвиг стал профессором в Виттенберге, а еще позже, в 1817 году — первым директором Королевской прусской Евангельской Семинарии Богословия в Виттенберге. Матерью Карла Иммануэля была Луиза Элеонора Гаттлибе Вернсдорф (нем. Luise Elenore Gottliebe Wernsdorf). Старшим братом Карла Иммануэля был Нич, Христиан Людвиг — зоолог; а младшим был  Грегор Вильгельм Нич —  известный филолог.
В 1803 году Карл был направлен на учебу в Земельную школу Пфорта; после окончания школы, в 1806 году Карл для изучения философии, филологии и богословия уезжает учиться в Университете Виттенберга, который окончил он в 1810 году;  в 1810 году Карл прошёл хабилитацию и стал приват-доцентом в университете. В 1811 году Карл становится третьим диаконом в приходской церкви Замка Виттенберга. Во время осады города в 1813 году Карл показал замечательную энергию и рвение. Карл продолжает преподавать в университете во время французской оккупации Виттенберга, в 1815 году он был назначен наставником в проповедники семинарии, которая была создана в Виттенберге после закрытия университета. В 1815 году Карл переезжает в Берлин, где становится доктором богословия. С 1820 по 1822 Карл был пробстом и суперинтендентом в Кемберге, а в последний год он был назначен ординарным профессором систематического и практического богословия в Боннский университет. 
В Бонне Карл проявил себя как последователь идей Фридриха Шлейермахера и сторонник Посредствующего богословия, он стремился примирить веру со знанием. Карл был  в качестве университетского проповедника и второго священнослужителя города Бонна, делегатом Мюльхаймского районного Синода (с 1824 года), членом (с 1835 года), а затем вице-президентом (с 1838 года) в Рейнской провинции Синода Евангелической церкви в Пруссии. Карл был сторонником преодоления разногласий конфессионализма и либерализма. В 1847 Нич был направлен в Берлинский университет, где он в 1848-49 годах был ректором университета.
Его сын: Фридрих Август Бертхольд Нич — богослов, философ, историк, преподаватель и писатель.

## Сочинения
- Novae locorum nonnullorum Jesaiae explicatu difficilorum interpretationis periculum Meinel, 1808
- De evangeliorum apokryphorum in explicandis canonicis usu et abusu. Dissertation Wittenberg 1809.
- De testamentis duodecim patriarchorum, fibro Veteris Testamenti. Habilitationsschrift Wittenberg 1810.
- Theologische Studien. Erster Teil. 1816.
- Predigten in den Kirchen Wittenbergs gehalten Berlin 1819
- Theologisches Votum über die neue Hofkirchen-Agende und deren weitere Einführung. Bonn 1824.
- System der christlichen Lehre. 1831.
- Ad theologiam practicam felicius excolendam observationes/Betrachtungen zu einer erfolgreichen Ausarbeitung der praktischen Theologie. Hrsg. v. Renate u. Reiner Preul. (1831) Waltrop 2006.
- Predigten aus der Amtsführung der leztvergangnen Jahre Bonn 1833
- Das Heilige der Selbsterhaltung: eine christliche Warnung vor dem Zweikampf ... Bonn 1835
- Predigt über den Joh. XVI, 33: in der Welt habt ihr Angst, aber seyd getrost ... Bonn 1836
- Das Streben des christlichen Jünglings: Predigt über 2 Tim. II, 22., zur ... Bonn 1836
- Praktische Theologie. 3 Bde. Bonn 1847ff. Bonn 1859
- Urkundenbuch der Evangelischen Union: mit Erläuterungen Bonn 1853
- Philipp Melanchthon. Vortrag 1855.
- Die Religion als bewegende und ordnende Macht der Weltgeschichte. Vortrag 1855.
- Über Lavater und über Gellert. Berlin 1857.
- Über die christliche Glaubenslehre für Studierende aller Fakultäten. Akademische Vorträge herausgegeben von E. Walther 1858.
- Predigten aus der Amtsführung in Bonn u. Berlin. Neue Gesamt-Ausgabe 1867.
- Geschichtliche Abhandlungen. 2 Bände 1870.